# 羅瑞智
羅瑞智，美國前外交官，外交官銜為公使銜參贊，歷任美國國務院亞太局中台港蒙事務副助卿及美國駐廣州總領事等職。2016年接任美國在台協會華盛頓總部執行理事，至2020年5月止。

## 履歷
羅瑞智於1975年取得維吉尼亞大學經濟學文學士文憑，亦分別於1989年與1999年獲得哈佛大學公共行政碩士學位及國家戰爭學院國家安全戰略碩士學位。
1975年加入國務院後，羅瑞智先後擔任駐新加坡大使館經濟官及領事官（1976年—1978年）、美國在台協會經濟官、政治官及華語學校學員（1979年—1982年），期間曾暫任高雄分處代理處長（1980年）。離台後，羅瑞智尚擔任駐華大使館政治官（1982年—1985年）、國務院埃及事務處經濟官（1985年—1987年）、國務院運作中心高級監督官（1987年—1988年）、駐上海總領事館經濟政治處長（1989年—1992年）、國務院亞太局中蒙事務處副處長（1992年—1994年）、副總統室國際事務顧問（1995年—1998年），職責涵蓋東亞、太平洋及國際經濟議題。其後，羅瑞智歷經國務院亞太局台灣協調處處長（1998年—2000年）、駐廣州總領事（2000年—2003年）、國防部五角大廈海軍陸戰隊司令外交政策顧問（2003年9月—2006年7月）、國務院亞太局中國兼蒙古事務處長（2006年7月—2008年7月）。
2008年至2009年，羅瑞智升任國務院亞太局中、台、港、蒙事務副助卿，2011年退休。2016年接替唐若文就任美國在台協會華府總部執行理事，2020年5月卸任遺缺後由國務院亞太局台灣協調處處長藍鶯（Ingrid D. Larson）替補。